# Sèvres
Sèvres (pronuncia: /sɛvʁ/) è un comune francese di 23 307 abitanti situato nel dipartimento dell'Hauts-de-Seine nella regione dell'Île-de-France.
La città è nota per la sua porcellana (porcelaine de Sèvres) e per ospitare l'Ufficio internazionale dei pesi e delle misure.

## Storia
La città è nota anche per il trattato qui firmato alla fine della prima guerra mondiale.

## Società

### Evoluzione demografica
Abitanti censiti

## Attività produttive
- La Manufacture nationale de Sèvres è uno stabilimento che lavora la ceramica in modo tradizionale dal XVIII secolo.
- Il Musée national de céramique de Sèvres (museo nazionale della ceramica), di fronte alla manifattura.
- Il Bureau International des Poids et Mesures (Ufficio internazionale pesi e misure), ospitato nel Pavillon de Breteuil a Sèvres, conserva gli standard del chilogrammo, orologi atomici, ed altri strumenti metrologici.

## Cultura
La città ospitava l'École normale supérieure de jeunes filles creata nel 1881 poi trasferita nel Boulevard Jourdan, a Parigi, prima di fondersi con l'École normale supérieure, nel 1985. Essa occupava le antiche manifatture della porcellana, che ospitano oggi il Centro internazionale di studi pedagogici.
La Maison d'enfants di Sèvres è stata attiva dal settembre 1941, sotto la direzione di Yvonne Hagnauer (Goéland), fino al novembre 1958. Si trasferì poi al Castello di Bussières, sull'altra riva della Senna per divenire nel 1991 il Collège Jean-Marie Guyot.

## Amministrazione

### Gemellaggi
- Wolfenbüttel
- Mount Prospect
- Mărăcineni